# Dan-el Padilla Peralta
Dan-el Padilla Peralta (auch Dan-el Padilla; * 1984 in Santo Domingo) ist ein US-amerikanischer Klassischer Philologe und Althistoriker, der zur Römischen Republik und zum frühen Kaiserreich forscht. Daneben befasst er sich mit der Klassikrezeption in der US-amerikanischen und lateinamerikanischen Kultur. Er stammt aus einer armen Familie in der Dominikanischen Republik.

## Leben
Mit seiner Familie kam er 1989 legal in die USA, als er vier Jahre alt war. Mit der Mutter und seinem jüngeren Bruder wuchs er im Obdachlosenheim in New York City auf. Im Jahr 1994 traf er den Fotografen Jeff Cowen, der sich für ihn interessierte und ihn auf seine alte Jungenschule Collegiate School in Manhattan, die älteste Schule der USA, schickte, wo er Latein, Griechisch und Französisch lernte. Dann studierte er als nunmehr illegaler Immigrant an der Princeton University ab Dezember 2001 mit einem Begabtenstipendium der Universität, wo er exzellente Leistungen vollbrachte. 2006 erhielt er ein Zweijahres-Stipendium für ein Masterstudium am Worcester College an der University of Oxford. Wegen seines illegalen Aufenthalts konnte er aber kein Visum für das Vereinigte Königreich in den USA erhalten, obwohl sich Prominente bis zu Hillary Clinton für ihn einsetzten. Er trat das Studium in Oxford an und bekam endlich ein Einjahresvisum, um in den USA wieder einzureisen. Er arbeitete dann in Princeton und an der Stanford University, wo er 2014 seine Dissertation verteidigte. An der Columbia University wurde er zuerst als Lektor angestellt, bevor er nach Princeton zurückkehrte und als Associate Professor für Classics lehrt.
Auf der Jahrestagung der American Society für Classical Studies im Januar 2019 kam es zum so genannten Incident: Padilla Peralta warf der US-amerikanischen Klassischen Philologie eine rassistische Identifikation mit der nur weißen Kultur vor. Vehement widersprach ihm Mary Frances Williams, es gehe um die westliche Kultur mit den Werten von Demokratie und Freiheit. Seitdem gibt es eine erhebliche Diskussion um die Stellung der Classics im Bildungssystem der USA und darüber hinaus.
Padilla Peralta wurde im New York Times Magazine am 2. Februar 2021 vorgestellt: He Wants to Save Classics From Whiteness. Can the Field Survive?. Seine Aufstiegsgeschichte stieß auch in Hollywood auf Interesse, seit er sein Leben im Juli 2015 bei Penguin Press als Buch Undocumented: A Dominican Boy’s Odyssey from a Homeless Shelter to the Ivy League veröffentlicht hatte.

## Schriften (Auswahl)
- Undocumented: A Dominican Boy’s Odyssey from a Homeless Shelter to the Ivy League. Penguin Books, New York 2015, ISBN 978-0-14-310933-4.
- mit Matthew P. Loar, Carolyn MacDonald (Hrsg.): Rome, Empire of Plunder. The Dynamics of Cultural Appropriation. Cambridge University Press, Cambridge 2017.
- Divine Institutions. Religions and Community in the Middle Roman Republic. Princeton University Press, Princeton 2020, ISBN 978-0-691-20082-8.

Artikel
- Dan-el Padilla Peralta: Some thoughts on AIA-SCS 2019. 7. Januar 2019, abgerufen am 20. Februar 2021.
- Ecology, Epistemology, and Divination in Cicero De Divinatione 1.90–94. In: Arethusa 51, 2018, S. 237–267.
- From Damocles to Socrates. 14. November 2017, abgerufen am 20. Februar 2021.
- Barbarians Inside the Gate, Part I. 14. November 2017, abgerufen am 20. Februar 2021.
- The worst of US immigration policy is reflected in the Dominican Republic. 24. Juli 2015, abgerufen am 20. Februar 2021.

## Einzelbelege
1. ↑  Dan-el Padilla Peralta. Abgerufen am 20. Februar 2021 (englisch).
2. ↑  Miriam Jordan: Illegal at Princeton. In: Wall Street Journal. 16. April 2006, ISSN 0099-9660 (wsj.com [abgerufen am 20. Februar 2021]).
3. ↑  Katie Pearce: From undocumented immigrant to Princeton professor. 30. März 2017, abgerufen am 20. Februar 2021 (englisch).
4. ↑  Rachel Poser: He Wants to Save Classics From Whiteness. Can the Field Survive? In: The New York Times. 2. Februar 2021, ISSN 0362-4331 (nytimes.com [abgerufen am 20. Februar 2021]).
5. ↑  The Trouble With Classics Continues | History News Network. Abgerufen am 21. Februar 2021.
6. ↑  Clearing the Air: Racial Preferences in Classics Studies Revisited by David Randall | NAS. Abgerufen am 21. Februar 2021 (englisch).